# Candice Miller
Candice S. Miller (Detroit, 7 maggio 1954) è una politica statunitense, membro della Camera dei Rappresentanti per lo stato del Michigan dal 2003 al 2017.

## Biografia
Nata e cresciuta in Michigan, la Miller si dedicò alla politica con il Partito Repubblicano e nel 1994 fu eletta Segretario di Stato del Michigan; mantenne l'incarico fino al 2003, quando divenne deputata alla Camera dei Rappresentanti. Fu poi riconfermata dagli elettori con alte percentuali negli anni successivi, fin quando annunciò il proprio ritiro dalla politica nel 2016.
In occasione delle presidenziali del 2008 appoggiò l'ex-sindaco di New York Rudy Giuliani e fu una forte sostenitrice di Sarah Palin.
Sposata con l'ex magistrato Donald Miller, un colonnello della Guardia Nazionale, Candice Miller ha una figlia di nome Wendy.